# Cylindrophis yamdena
Cylindrophis yamdena es una especie de serpientes de la familia Cylindrophiidae.

## Distribución geográfica
Es endémica de Yamdena, en las islas Tanimbar (Indonesia).